# Tatt av Kvinnen
Tatt av Kvinnen é um filme de drama norueguês de 2007 dirigido e escrito por Petter Naess. Foi selecionado como representante da Noruega à edição do Oscar 2008, organizada pela Academia de Artes e Ciências Cinematográficas.

## Elenco
- Trond Fausa
- Marian Saastad Ottesen
- Peter Stormare